# Сатай (Алтынсаринский район)
Сатай (каз. Сатай) — село в Алтынсаринском районе Костанайской области Казахстана. Входит в состав Щербаковского сельского округа. Находится примерно в 22 км к северу от села Убаганское. Рядом с селом расположен Аракарагайский сосновый бор. Код КАТО — 393259300.

## Население
В 1999 году население села составляло 453 человека (224 мужчины и 229 женщин). По данным переписи 2009 года, в селе проживали 324 человека (156 мужчин и 168 женщин).